# Laliostoma labrosum
Laliostoma labrosum – gatunek płaza bezogonowego z rodziny mantellowatych (Mantellidae).

## Systematyka
Systematyka tego płaza nie jest jednoznaczna. Istnieją dwa różne poglądy, według których gatunek jest zaliczany do odrębnych rodzajów. Jeden z nich umieszcza go w obrębie rodziny Pyxicephalidae, a wśród niej w rodzaju Tomopterna. Według drugiego z poglądów zwierzę należy do rodziny mantellowatych, w monotypowym rodzaju Laliostoma. Ta klasyfikacja opiera się na pracy Vencesa i współpracowników z 2000. Popiera ją także Międzynarodowa Unia Ochrony Przyrody (IUCN).

## Budowa
Samce i samice tego gatunku różnią się rozmiarami (dymorfizm płciowy). Te pierwsze mierzą zazwyczaj od 4,2 do 4,8 cm. Samice są większe, mierząc 6,4 cm. Opisywano jednak znacznie większe osobniki mierzące 8,0 cm.
Zwierzę ubarwione jest rozmaicie. Najczęściej nosi barwy szarawobrązowe, pokryte znaczeniami zarówno jaśniejszymi, jak i ciemniejszymi. Ciemny pigment zdobi okolicę gardła. Poza nią brzuszna strona ciała jest jasna. Skórę tego płaza opisuje się jako ziarnistą. Zwracają uwagę 2 podłużne fałdy ulokowane na grzbiecie.
Samiec dysponuje podgardłowym workiem rezonansowym, nieznacznie rozdwojonym.
Na przednich łapach nie występuje błona pławna. Kciuk samca zdobi jednak modzel płciowy barwy czarnej. Glaw i Vences zaznaczają, że staw skokowy sięga oka. Pomiędzy paliczkami dystalnymi a poprzedzającymi je występuje pewna struktura interkalarna, której nie spotyka się u pozostałych mantellowatych. W przeciwieństwie do przednich, kończyny tylne zaopatrzone są w błonę pławną. Wspomnieni uczeni podają jej następujący wzór: 1(0-0.5), 2i(1), 2e(0.5), 3i(1.5), 3e(1), 4i/e(2-2.5), 5(1). Wspólną cechą przednich i tylnych łap jest brak poszerzonych opuszek na krańcach palców.

## Cykl życiowy
Gatunek wykorzystuje jedną z dwóch głównych płazich strategii rozrodczych. Zalicza się do explosive breeders.
Jako miejsce rozrodu zwierzę obiera sobie istniejące jedynie tymczasowo zbiorniki wodne stojące. Rozmnażanie przebiega szybko i gwałtownie, po pierwszych ulewnych deszczach. Samce usadawiają się na brzegach zbiornika i nocą nawołują płeć przeciwną. Ich rechot składa się z 25–35 nieharmonicznych odgłosów, na sekundę przypada 16–18 powtórzeń.

## Rozmieszczenie geograficzne
Pomimo że gatunek jest endemitem spotykanym tylko na Madagaskarze, jego zasięg występowania określa się jako szeroki. Zajmuje on bowiem dużą część tej wyspy. Bezogonowego tego spotyka się od północy kraju przez rejony środkowozachodnie aż do południowego zachodu Madagaskaru. Glaw i Vences wymieniają następujące lokalizacje: Ambalavao, Andafiabe, Andavaka, Andohahela, Andranohinaly, Ankarafantsika (Ampijoroa, Ankarokaroka, Antsiloky, Lac Tsimaloto), Ankarana, Antranopasasy, Antsirasira, Baly, Benavony, Forêt de Bendrao, Berenty, pomiędzy Ejeda i Ampanihy, Cap Sada, Ifaty, Ilovo, Isalo, Itremo, Kirindy, Mahajanga, Marofandilia, Montagne des Français, Pic St. Louis, Port Bergé Vaovao, Ranohira, Soalala, Toliara, Forêt du Vohibasia, na zachód od Ihosy, Zombitse.

## Ekologia
Płaz bytuje na wysokości nie przekraczającej 800 m nad poziomem morza.
Siedliska tego bezogonowego mieszczą się w bardziej suchej części Madagaskaru. IUCN podaje wśród nich tereny otwarte. Wymienia sawanny, półpustynny scrub, suche lasy liściaste i litoralne. Lokalnie poza lasami występuje też w obszarach o wilgotniejszym klimacie.
Płaz radzi sobie w środowiskach zmodyfikowanych przez działalność człowieka. Spotyka się go na polach ryżowych i innych miejscach użytkowanych rolniczo.
Gatunek ceni sobie piaszczyste gleby, bowiem poza sezonem rozrodczym, w porze suchej zagrzebuje się w nich.

## Zagrożenia i ochrona
Laliostoma labrosum występuje bardzo obficie. Jego populacja utrzymuje się na stałym poziomie.
IUCN nie wymienia żadnych zagrożeń dla tego gatunku. Nie uważa, by wylesianie w jakikolwiek sposób mu zagrażało. Wskazuje też, że dobrze adaptuje się on do warunków zmienionych przez działalność ludzką.
W związku z powyższym IUCN przyznała gatunkowi status gatunku najmniejszej troski (Least Concern – LC).
Płaz zamieszkuje kilka obszarów objętych ochroną.